# Акбаров, Максим Хамидович
Максим Хамидович Акбаров (5 сентября 1985; Алматы, Казахская ССР, СССР) — казахстанский продюсер, актёр кино, режиссер.

## Биография
Родился и вырос в городе Алматы, отец — предприниматель, мать — учительница. Учился в Алматы в школе-гимназии № 44. Являлся капитаном сборной КВН, президентом клуба старшеклассников района. С юного возраста работал в Доме творчества как преподаватель по брейк-дансу и ведущий городских социальных мероприятий. Победитель республиканского конкурса «Золотой микрофон», номинация — «Лучший ведущий».
После школы поступает в Казахский национальный университет на факультет журналистики. В этот период начинает свою деятельность журналиста на 31 Телеканале, где являлся редактором, ведущим телевизионных проектов: «Утренний Казахстан», «Музыкальный канал 31», телевизионной дискотеки — «Бессонница» во Дворце Республики.
Работал продюсером на Телеканале ХИТ ТВ.
Приобрёл известность благодаря фильму «Сказ о розовом зайце», в котором исполнил одну из главных ролей — Локо.
С 2010 по 2016 год работал PR-директором и продюсером специальных проектов АО «Казахфильм».
2012 — Сооснователь проекта лаборатории киноактёров ‘Stars lab’ совместно с Игорем Цай.
2014 — Автор, продюсер и режиссер «Киноконцерта-мюзикла, посвященного памяти Шакена Айманова», Алматы.
2015—2018 — Продюсер, режиссер государственных мероприятий и концертов в городе Астана.
2018 — Продюсер международного кинофестиваля «Almaty film festival».
Закончил магистратуру по менеджменту и туризму в университете Туран. Прошёл обучение в Нью-Йоркской киноакадемии по специальности — «Режиссура кино».
Основатель кинокомпании «Golden man media», проекты которой получают международные награды и является одним из мейджеров казахстанского производства кино.
Дебютная режиссерская работа — фильм «Степь», фильм посвящен памяти инспекторов защитников природы и животного мира.
Фильм «Братья» удостоился награды на кинофестивале в Олденбурге 2022 приз — «Spirit of cinema» Также фильм удостоен награды за лучший сценарий на кинофестивале Киношок 2022.
Фильм «Alga/На старте» удостоен приза на 42-м самом престижном спортивном кинофестивале мира «Paladino d’Oro Sport Film Festival» — приз «Social award».
Имеет разряд по шахматам.

## Творчество

### Роли в кино
- 2009 — «Обратная сторона» (Казахстан) — Толян[44]
- 2010 — «Сказ о розовом зайце» (Казахстан) — Локо
- 2010 — «999» (Казахстан) — Наркобарон
- 2013 — «Инопланетяне ни при чём» (Казахстан) — Арчи[45]
- 2014 — «Angel of death» (CША) — Максуд[46]
- 2014 — «Фейк: Береги себя» (Казахстан) — Валера
- 2015 — «Побег из аула. Операция махаббат» (Казахстан)
- 2015 — «Рэкетир 2» (Казахстан) — Саня
- 2016 — «Бизнес по-казахски» — друг Лауры
- 2017 — «По любви» (Казахстан) — Артур
- 2018 — «Темур» (Узбекистан) — Артур
- 2018 — «Той любой ценой» (Казахстан) — Продюсер

### Продюсер
- 2015 — «Казахстанцы — герои Советского Союза» (антология, документальный; Казахстан)[47]
- 2019 — «Dala Qyrandary» (сериал, драма; Казахстан)
- 2020 — «Аферисты» (сериал, драма; Казахстан)
- 2020 — «Alga / На старте» (фильм, спортивная драма; Казахстан)
- 2021 — «Вода» (короткометражный фильм, социальная драма; Казахстан)
- 2021 — «Не такие» (сериал, драмеди; Казахстан)
- 2021 — «Братья» (фильм, драма; Казахстан)
- 2021 — «Степь» (фильм, истерн, драма; Казахстан)
- 2022 — «Гости» (фильм, боевик; Казахстан)
- 2022 — «Shulamah» (фильм, рэп мюзикл; Казахстан)

### Режиссёр
- 2021 — «Вода» (короткометражный фильм, социальная драма; Казахстан)
- 2021 — «Степь» (фильм, истерн, драма; Казахстан)

### Сценарист
- 2020 — «Аферисты» (сериал, драма; Казахстан)
- 2021 — «Степь» (фильм, истерн, драма; Казахстан)
- 2022 — «Гости» (фильм, боевик; Казахстан)
- 2022 — «Shulamah» (фильм, рэп мюзикл; Казахстан)